# 古澤メイ
古澤 メイ（ふるさわ めい、2000年5月2日 - ）は、東京都出身の、日本の女優、タレントである。チーズfilm所属。特技はバトントワリングでインターハイにも出場している。

## 出演

### テレビドラマ
- 不適切にもほどがある!（2024年3月1日、8日、TBSテレビ）- 第6,7話 AD 役
- 買われた男（2024年5月2日、テレビ大阪）- 第3話 武田菜々花 役
- 海のはじまり（2024年9月2日、フジテレビ）- 第9話 店員 役
- ノロイヲアゲル（2025年1月19日 - 、テレビ東京）- 代田夏美 役
- 風のふく島（2025年1月25日、テレビ東京）- 第3話 さやか 役

### 配信ドラマ
- ヘイトバブル（2024年 、FANY:D）- 多恵子 役

### 映画
- 「ワレワレのモロモロ 小金井篇」（2022年、企画/ハイバイ岩井秀人）- 主演 富安美尋 役
- 「恋愛終婚」（2023年、監督/岡元雄作）- 佐藤乃愛役
- 「爽子の衝動」（2025年、監督/戸田彬弘）- 主演 園田爽子役
  - 第20回大阪アジアン映画祭 Osaka Asian Film Festival 2025. インディ・フォーラム部門正式出品
  - MOOSIC LAB2025 MOOSIC EYE部門正式出品

### CM
- 東京ディズニーシー（2019年）
- NTT西日本「with you 2020篇」（2020年）
- セブンイレブン「セブンイレブンのおにぎり」(2024年)
- 株式会社HYV「the SILK」

### 舞台
- 劇団BLUES TAXI「燦燦」（2019年11月26日-12月1日、テアトルBONBON）
- 劇団BLUES TAXI「Some Like It Hot!」（2021年6月22日-27日、中野ザ・ポケット）
- 劇団鹿殺し20周年記念公演「キルミーアゲイン21」（2021年9月30日-10月10日紀伊國屋ホール、10月15日-10月17日松下IMPホール）
- オフィス鹿プロデュース「ネオンキッズ」（2022年3月座・高円寺1、伊丹アイホール）
- TAAC傑作戯曲演出シリーズ第二段「狂人なおもて往生をとぐ」（2023年10月27日-11月1日下北沢B1）
- いきなり本読み！In浅草九劇　演出・岩井秀人（2024年6月6日-7日浅草九劇）
- ヒラタオフィス＋TAAC 「さえなければ」（2025年3月5日-12日サンモールスタジオ）